# Нащадок Чакі
«Нащадок Чакі» (англ. Seed of Chucky) — кінофільм 2004 року. Продовження фільму «Наречена Чакі».

## Сюжет
У Чакі і Тіффані народився син. Він виявляється в Англії, де його використовують як ляльку черевомовця. Він нічого не знає про своїх батьків, але одного разу бачить по телевізору ляльку Чакі. Він відправляється в Лос-Анджелес, де йому вдається відшукати Чакі і Тіффані на зйомках фільму про їхню історію і за допомогою ритуалу вуду воскрешає їх. Ті визнають в ньому свою дитину і дають ім'я Глен. Миролюбний і спокійний Глен з жахом дізнається, що його батьки до смерті були серійними вбивцями. Тепер у божевільної парочки з'явилася чергова ідея — захопити актрису Дженніфер Тіллі, яка озвучує Тіффані і режисера Редмана, щоб вселитися в їхні тіла.

## У ролях
| Актор                  | Роль              |
| ---------------------- | ----------------- |
| Бред Дуріф             | Чакі              |
| Дженніфер Тіллі        | Тіффані           |
| Біллі Бойд             | Глен/Гленда       |
| Редман                 | грає самого себе  |
| Ханна Спіррітт         | Джоан             |
| Джон Вотерс            | Піт Пітерс        |
| Кейт-Лі Кастл          | Psychs            |
| Стів Лоутон            | Стен              |
| Тоні Гарднер           | грає самого себе  |
| Джейсон Флемінг        | Санта             |
| Ніколас Роу            | адвокат           |
| Стефані Чемберс        | мати Клаудії      |
| Саймон Джеймс Морган   | тато Клаудії      |
| Бетані Саймонс-Денвілл | Клаудія           |
| Ребекка Сантос         | Фульвия           |
| Бінс Ель-Балаві        | дитина Глен       |
| Крістіна Г'юїт         | дитина Гленда     |
| Деніел Гетцофф         | помічник режисера |
| Ніколя Майкрофт        | репортер          |
| Гай Дж. Лоуте          | Дон Манчіні       |
| Діана Мунтяну          | фанат             |
| Анук Дікс              | інтерв'юер        |
| Барнебі Гаррісон       | кукольник         |
| Еліот Метьюз           | поліцейський 1    |
| Аді Хандак             | поліцейський 2    |
| Пол Гроссман           | хлопчик           |
| Надя Діна              | Брітні            |